# Rache ist süß (Fernsehserie)
Rache ist süß (Originaltitel: Get Even) ist eine britische Mysteryserie von Holly Phillips und basiert auf Gretchen McNeils Buch Don’t Get Mad. Die Fernsehserie konzentriert sich auf eine Gruppe von Schulmädchen, die Mobber an ihrer Schule entlarven wollen, bis ein Mord geschieht. Die Erstausstrahlung fand am 14. Februar 2020 auf dem Streaming-Dienst BBC iPlayer statt. Die deutschsprachige Ausstrahlung erfolgt am 31. Juli 2020 auf Netflix.

## Handlung
Auf den ersten Blick sind Kitty Wei, Bree Deringer, Margot Rivers und Olivia Hayes nur Schülerinnen an der Bannerman School. Doch ihre gemeinsame Leidenschaft ist die Aufdeckung von Ungerechtigkeit. Sie gründen die Geheimgesellschaft DGM (Don't Get Mad, zu deutsch: Werde nicht wütend), da an ihrer Schule Mobbing zur Tagesordnung gehört. Die vier Mädchen spielen anonyme Streiche, um Tyrannen und andere Bullies in der Schule zu entlarven.
Eines Tages wird ihr Mitschüler Ronny Kent mit einer DGM-Karte in der Hand tot aufgefunden. Schnell wird der Geheimbund DGM für diesen Mord verantwortlich gemacht. So müssen Kitty, Bree, Margot und Oliva nicht nur den wahren Täter suchen, sondern auch noch mit der  ersten Liebe, den Prüfungen und Identitätskrisen auseinandersetzen.
Schnell fällt der Verdacht auf Coach Richard Creed, der eine heimliche Beziehung mit seiner Schülerin Camilla führt, von der Ronny wusste und Creed erpresste. Auch Kittys Freundin Mika hätte ein Motiv, da Ronny Unterwäsche-Bilder von ihr veröffentlicht hat. Jedoch wird Mika wenig später selber ermordet. Die vier Mädchen werden mit der Zeit Freundinnen. Margot lernt Logan kennen, der interesse an ihr hat. Jedoch stellt sich dieser am Ende als Täter heraus. Er wollte Ronny bestrafen, da dieser seinem besten Freund Christopher Beeman eine Falle wegen seiner Homosexualität gestellt hat. Mika hat er getötet, da er Angst hatte, dass sie etwas weiß. Bevor Logan verhaftet wird, warnt er Margot vor dem Geheimbund dem Christophers Familie angehört. Dieser will DGM eliminieren.

## Besetzung und Synchronisation
Die deutsche Synchronisation entsteht unter der Dialogregie von Josephine Schmidt durch die Synchronfirma FFS Film- & Fernseh-Synchron GmbH in Berlin.

### Hauptdarsteller
| Rolle              | Schauspieler      | Hauptrolle (Folgen) | Synchronsprecher     |
| ------------------ | ----------------- | ------------------- | -------------------- |
| Kitty Wei          | Kim Adis          | 1.01–               | Daniela Molina       |
| Bree Deringer      | Mia McKenna-Bruce | 1.01–               | Lea Kalbhenn         |
| Margot Rivers      | Bethany Antonia   | 1.01–               | Giovanna Winterfeldt |
| Olivia Hayes       | Jessica Alexander | 1.01–               | Maria Hönig          |
| Ronny Kent         | Joe Flynn         | 1.01–1.02           |                      |
| Mika Cavanaugh     | Emily Carey       | 1.01–1.06           | Lisa May-Mitsching   |
| Logan              | Kit Clarke        | 1.02–               |                      |
| Christopher Beeman | Jake Dunn         | 1.02–               |                      |
| Rex Cavanaugh      | Joe Ashman        | 1.01–               |                      |
| Camilla            | Ayumi Spyrides    | 1.01–               |                      |
| Jemima             | Priya Blackburn   | 1.01–               |                      |
| Amber              | Razan Nassar      | 1.01–               |                      |
| John               | Isaac Rouse       | 1.01–               |                      |

### Nebendarsteller
| Rolle               | Schauspieler     | Nebenrolle (Folgen) | Synchronsprecher |
| ------------------- | ---------------- | ------------------- | ---------------- |
| Coach Richard Creed | Jack Derges      | 1.01–               |                  |
| Coach Evans         | Elaine Tan       | 1.01–               |                  |
| Mrs Baggott         | Shannon Murray   | 1.01–               |                  |
| Donte               | Chris J Gordon   | 1.01–               | Florian Clyde    |
| Harrington          | Charlie Anson    | 1.01–               |                  |
| Ed                  | Dylan Brady      | 1.01–               |                  |
| Theo                | Byron Easmon     | 1.01–               | Kaze Uzumaki     |
| Shane               | Danny Griffin    | 1.01–               | Michael Ernst    |
| Detective Bartlett  | Gerard Fletcher  | 1.03–               |                  |
| Detective Misra     | Natasha Atherton | 1.03–               |                  |

## Produktion und Veröffentlichung
Die Serie wurde im Januar 2019 angekündigt. Gedreht wurden in den britischen Städten Bolton und Le Mans Crescent.
Die erste Staffel wurde am 14. Februar 2020 auf dem Streaming-Dienst von BBC, BBC iPlay, veröffentlicht. Die internationalen Vertriebsrechte übernahm Netflix und veröffentlichte die erste Staffel am 31. Juli 2020.

## Episodenliste
| Nr. | Deutscher Titel                  | Originaltitel     | Erstausstrahlung USA | Deutschsprachige Erstausstrahlung (D) | Regie        | Drehbuch              |
| --- | -------------------------------- | ----------------- | -------------------- | ------------------------------------- | ------------ | --------------------- |
| 1   | Zuständigkeitsbereich Vergeltung | Get On It         | 14. Feb. 2020        | 31. Juli 2020                         | Sarah Walker | Holly Phillips        |
| 2   | Tief verstrickt                  | Get In Deep       | 14. Feb. 2020        | 31. Juli 2020                         | Sarah Walker | Holly Phillips        |
| 3   | Nachforschungen                  | Get It Together   | 14. Feb. 2020        | 31. Juli 2020                         | Max Myers    | Sameera Steward       |
| 4   | Darüber weg                      | Get Over It       | 14. Feb. 2020        | 31. Juli 2020                         | Max Myers    | Kate O'Connell-Lauder |
| 5   | Unwiderruflich                   | Get What You Want | 14. Feb. 2020        | 31. Juli 2020                         | Max Myers    | Dan Berlinka          |
| 6   | Geheimnisse                      | Get A Clue        | 14. Feb. 2020        | 31. Juli 2020                         | Andrew Gunn  | Sameera Steward       |
| 7   | Nichts ohne mich                 | Get Out of Hand   | 14. Feb. 2020        | 31. Juli 2020                         | Andrew Gunn  | Dan Berlinka          |
| 8   | Für Mika                         | Get Through It    | 14. Feb. 2020        | 31. Juli 2020                         | Andrew Gunn  | Sameera Steward       |
| 9   | Ehrlich sein                     | Get It Out        | 14. Feb. 2020        | 31. Juli 2020                         | Andrew Gunn  | Holly Phillips        |
| 10  | Gerechtigkeit                    | Get Justice       | 14. Feb. 2020        | 31. Juli 2020                         | Andrew Gunn  | Holly Phillips        |